# محمد رویانیان
محمّد رویانیان با نام پیشین انوشیروان رویانیان (زاده ۱۳۴۱ نوشهر) نظامی بازنشسته ایرانی است. وی فعالیت نظامی را از اواخر سال ۱۳۵۷ در کمیته انقلاب اسلامی آغاز کرد. او از ۱۳۷۲ تا ۱۳۷۶ فرمانده انتظامی مازندران بود، از ۱۳۷۹ تا ۱۳۸۳ به‌عنوان رئیس مرکز فوریت‌های پلیسی کشور فعالیت می‌کرد و در فاصله سالهای ۱۳۸۴ تا ۱۳۸۸ ریاست پلیس راهنمایی و رانندگی ناجا برعهده داشت. رویانیان از ۱۳۸۷ تا ۱۳۹۱ رئیس ستاد مدیریت حمل‌ونقل و سوخت کشور بود و از ۱۳۹۰ تا ۱۳۹۲ به‌عنوان مدیرعامل باشگاه فرهنگی ورزشی پرسپولیس فعالیت می‌کرد.

## زندگی
محمّد رویانیان در ۲۳ بهمنِ ۱۳۵۷ واردِ کمیته انقلاب اسلامی تهران شد و پس از مدتی به ردهٔ فرماندهی در کمیته انقلاب اسلامی رسید. وی در ۱۳۶۴ بازرس کمیته مرکز شد و پس از آن معاون کمیته استان سمنان شد و بعد از مدتی به فرماندهی کمیته شاهرود رسید. او در ۱۳۶۹ به مازندران منتقل شد. پس از اِدغام کمیته و شهربانی و تشکیل نیروی انتظامی، در سال ۱۳۷۲ به فرماندهی نیروی انتظامی استان مازندران و گلستان منصوب شد.
در دوران فرماندهی محمدباقر قالیباف، رویانیان به عنوان اولین فرمانده مرکز فوریت‌های پلیسی یا پلیس ۱۱۰ منصوب شد و تا سال ۱۳۸۰ در این مقام بود.
پس از آن که سردار احمدی مقدم فرمانده نیروی انتظامی شد، سردار رویانیان در سال ۸۳ به عنوان اولین فرمانده پلیس راه مستقل انتخاب شد. رویانیان از اواسط سال ۱۳۸۴ رئیس پلیس راهنمایی رانندگی کشور شد که تا سال ۱۳۸۸ در این سمت بود. پلیس نامحسوس در دوره فرماندهی او در پلیس راهور تشکیل شد. رویانیان، از تاریخ ۱۳۸۷/۰۴/۱۱ با حکم محمود احمدی‌نژاد، رئیس ستاد مدیریت حمل‌ونقل و سوخت کشور و همزمان مدیر عامل شرکت قطارهای شهری کشور شد. علاوه بر آن نیز مشاور ویژه احمدی‌نژاد در حوزه حمل و نقل شد. وی در حال حاضر از سوی سازمان بهزیستی، به عنوان سفیر طلایی این سازمان معرفی شده است.

## اظهار نظرات سیاسی
وی در جریان انتخابات مجلس که به عنوان نامزد نمایندگی از تهران ثبت نام کرده بود با انتشار یک کلیپ ویدیویی از همکاری‌اش با محمود احمدی‌نژاد ابراز پشیمانی شدید کرد. وی پس از نامزدی در انتخابات مجلس شورای اسلامی در فرمانداری تهران، در جمع خبرنگاران دربارهٔ حوزه انتخابیه خود، گفت: فعلاً تصمیم قطعی نگرفتم که از تهران کاندیدا شوم یا از شهرستان خودم(نوشهر).
وی در برابر این پرسش که «آیا در جریان انتخابات با جبهه یکتا و محمود احمدی‌نژاد همکاری خواهید کرد؟» پاسخ داد: من آقای احمدی‌نژاد را بیش از دو سال است که نه دیده‌ام و نه تماسی با او داشته‌ام و حزب ایشان را قبول ندارم و فقط ولایت و رهبری را قبول دارم.
رویانیان در میان سیاسیون از «ناطق نوری» به عنوان یک «رفیق» یاد می‌کند. او روابط نزدیکی با محمود احمدی‌نژاد داشت و او را «نقد پذیرترین چهره سیاسی» کشور می‌دانست و او در عین حال از «هاشمی رفسنجانی» به عنوان «مرد سیاستمدار توانمند» یاد می‌کند.
او گفته است که «نفاق» در ورزش بیشتر از سیاست است.

## دوران مدیر عاملی در باشگاه پرسپولیس
محمد رویانیان در ۲۹ شهریورماه سال ۱۳۹۰ با حکم محمد عباسی (وزیر ورزش و جوانان)، مدیر عامل پرسپولیس شد.
وی یکی از مدیران مورد اعتماد محمود احمدی‌نژاد بود که با نزدیک شدن پایان دوره احمدی‌نژاد، تلاش کرد پایگاه خود را در آن باشگاه محکم کند. این در حالی است که وی سابقه حرفه‌ای در فوتبال نداشت. و سعی نمود به عنوان یک فرد غیر فوتبالی، جایگاه باثباتی در مدیریت فوتبال ایران پیدا کند. رویانیان در ۲ بهمن ۱۳۹۲ از مدیر عاملی پرسپولیس استعفا داد و علی پروین جایگزین وی شد.

### روش مدیریتی
برخی تحلیل‌ها مبنی بر این است که نحوه مدیریت رویانیان در فوتبال، نوعی مدیریت پوپولیستی بوده است. عوام‌گرایی نوعی روش سیاسی است که نشان از طرفداری کردن یا طرفداری نشان دادن از حقوق و علایق مردم عامه در برابر گروه نخبه دارد.

#### تئوری توطئه
رویانیان مدعی بود افرادی علیه پرسپولیس توطئه می‌کنند و معتقد به توطئه برخی افراد و بازیکنان علیه این تیم بود. وی در این راستا گاهی به‌طور غیر مستقیم به علی پروین اشاره داشت.

## اقدامات رویانیان در دوران مدیریت باشگاه پرسپولیس
رویانیان مورد حمایت بسیاری از هواداران تیم پرسپولیس بود و هواداران در حمایت از رویانیان تجمعاتی را انجام داده‌اند. در تابستان ۱۳۹۱ رویانیان ستاره‌ها و بازیکنان محبوب و گران‌قیمتی را برای تیم فوتبال پرسپولیس به خدمت گرفت.
در اوایل مدیریت رویانیان استفاده از انتقاداتی توسط محمد مایلی‌کهن در خصوص هزینه بودجه دولتی در فوتبال مطرح شد. در مورد نحوه هزینه‌ها در پرسپولیس معمولاً شفاف‌سازی نمی‌شود، ولی رویانیان اعلام کرده که پولی که در این تیم هزینه می‌کند دولتی نیست. به عقیده رویانیان، هواداران پرسپولیس از فوتبال فقط نتیجه و بازی خوب را می‌خواهند و کاری به اینکه پول‌ها از کجا می‌آید، ندارند. برخی معتقدند در دوره مدیریت رویانیان، این فوتبال نبوده که چرخ خود را چرخانده؛ بلکه تیم با پول‌هایی که رویانیان همراه خود آورده بود، دوام آورده است و با رفتن این افراد، باشگاه هرگز صاحب ریالی از پول‌ها نخواهد شد.
ایجاد پورتال باشگاه پرسپولیس: رویانیان با ایجاد پورتال جامع برای باشگاه پرسپولیس در بهمن ۱۳۹۰، در آن مقطع ماهیانه حدود ۵۰ میلیون تومان درآمدزایی ایجاد کرد.
صدور کارت‌های هواداری باشگاه پرسپولیس: وی با صدور کارت‌های هواداری اقدام به دریافت کمک‌های مالی از هواداران برای باشگاه کرده است.
تأسیس شرکت‌های خصوصی: در ابتدا ۵ شرکت خصوصی (زیرمجموعه باشگاه پرسپولیس) توسط رویانیان تأسیس شد. این شرکت‌ها با دریافت وام‌های بانکی اقدام به خرید خودروهای گران‌قیمت برای جذب بازیکن کردند، برخی از این شرکت‌ها دارای فعالیت واردات و صادرات بودند.
برنامه برای خصوصی‌سازی تیم‌های پرسپولیس و استقلال
رویانیان پیگیر خصوصی‌سازی پرسپولیس و واگذاری ۴۹ درصد از سهام پرسپولیس به پیشکسوتان این تیم بوده است. رویانیان اعلام کرد که پرسپولیس آماده خصوصی‌سازی است؛ و مجلس نیز با واگذاری۵۰+۱ درصد سهام پرسپولیس به هر شرکتی که وزارت ورزش و جوانان ذی‌صلاح تشخیص دهد موافقت کرد.
در مرداد ماه ۱۳۹۱ رویانیان اسباب آزادسازی ۵۰ زندانی طرفدار پرسپولیس در زندان اوین را فراهم کرد. همچنین در اواخر بهمن ۱۳۹۱ یکی از هواداران پرسپولیس آزاد شد.
رویانیان با تشکیل کانون پیشکسوتان باشگاه و شرکت تجاری پیشکسوتان و در نظر گرفتن حقوق و بیمه بازنشستگی و مزایایی برای پیشکسوتان باشگاه پرسپولیس تهران، باعث شد خدماتی به این گروه از پرسپولیسی‌ها ارائه شود؛ همچنین وی از ۱۲ ستاره سابق (در قید حیات) باشگاه پرسپولیس تهران تحت عنوان چهره‌های ماندگار پرسپولیس تقدیر و تندیسی از آن‌ها را به ایشان اهدا کرد.
رویانیان از ارتباطات خود استفاده کرده و تعدادی خودروی لوکس را در اختیار بازیکنان پرسپولیس قرار داد، اما در پایان بازیکنان پرسپولیس به دلیل عدم در اختیار داشتن مدارک خودروهای خود، امکان فروش آن‌ها را پیدا نکرده‌اند.

### اقدامات در باشگاه پرسپولیس
|  | بازگردانی برند پرسپولیس           | ۲۲ فروردین ۱۳۹۰  | بازگردانی برند باشگاه پرسپولیس کار نیمه تمامی بود که از زمان مدیریت حبیب کاشانی شروع شد و در زمان مدیریت رویانیان به اتمام رسید. درج شدن نام پرسپولیس در مسابقات لیگ برتر، اولین بار در ۲۵ مرداد ۱۳۹۰ و در زمان مدیریت حبیب کاشانی در دیدار با مس سرچشمه رفسنجان اتفاق افتاد. پس از بازگردانی برند پرسپولیس، رویانیان از زحمات حبیب کاشانی در این راستا تشکر و قدردانی کرد. |
|  | خریداری باشگاه شموشک نوشهر        | ۱۰ اردیبهشت ۱۳۹۲ | به منظور استعدادیابی برای تیم‌های پایه پرسپولیس امتیاز این تیم خریداری شد. |
|  | تجهیز و تملک ورزشگاه شهید درفشی‌فر | ۲۳ دی ۱۳۹۱       | رویانیان پس از آماده‌سازی چمن، بازسازی ورزشگاه، احداث کلینیک و اتاق آموزش برای مربیان و بازیکنان در ورزشگاه شهید درفشی‌فر توانست در ۲۳ دی ۱۳۹۱ با مکاتبات با وزارت ورزش و جوانان این ورزشگاه را برای همیشه ضمیمه باشگاه پرسپولیس کند. |
|  | اقدامات دیگر باشگاه پرسپولیس      | ۱۳۹۱             | تشکیل تیم‌های کشتی، دو و میدانی، گلبال، وزنه‌برداری، تیم‌ب پرسپولیس (پرسپولیس نوین)، دانشگاه پرسپولیس، کمیته بانوان پرسپولیس، رادیو اینترنتی پرسپولیس، سامانه پیامکی باشگاه پرسپولیس از دیگر اقدامات رویانیان است. |
|  | هواپیمای اختصاصی                  | ۱۳۹۲             | قرارداد برای هواپیمای اختصاصی باشگاه پرسپولیس باعث شد باشگاه پرسپولیس اولین و تنها باشگاه ایرانی باشد که هواپیمای اختصاصی دارد. |
|  | راه‌اندازی شبکه پرسپولیسTV         | ۱۳۹۲             | رویانیان نخستین بار برای یک باشگاه ورزشی در ایران شبکه نمایشی راه‌اندازی کرد. این شبکه روی ماهواره هاتبرد، فرکانس ۱۱۳۱۷، سیمبل ریت ۲۷۵۰۰، اف ای سی ۴/۳ قابل دریافت است و در حال حاضر لوگو پرسپولیس نمایان است. |
|  | نوشابه انرژی‌زا                    | تیر ۱۳۹۲         | باشگاه پرسپولیس با همکاری شرکت دانش‌بنیان سیمرغ حکمت ایرانیان تولید ماهانه ۱/۵ میلیون نوشابه انرژی‌زا که درآمد آن برای باشگاه پرسپولیس هزینه می‌گردد را آغاز کرد٬این اولین محصول غیر فوتبالی و اقتصادی باشگاه پرسپولیس تهران می‌باشد |
|  | سیم‌کارت پرسپولیس                  | مرداد ۱۳۹۲       | باشگاه پرسپولیس با همکاری شرکت همراه اول با فروش سیم‌کارت پرسپولیس درآمدزایی می‌کند. |

### تفاهم‌نامه‌ها و اسناد همکاری
در زمان مدیریت رویانیان در پرسپولیس تهران با برخی مدیران باشگاه‌های جهان و رئیس فدراسیون‌ها سند همکاری امضاء شد.
- سند همکاری با باشگاه فوتبال ترافیک برزیل[۴۶]
- سند همکاری با باشگاه رئال مادرید[۴۷]
- سند همکاری با باشگاه فوتبال آ.ث. میلان ایتالیا.[۴۸](همچنین فرانکو بارزی بازیکن سابق و مدیرعامل وقت باشگاه فوتبال آ.ث. میلان برای تماشای شهرآورد هفتادوششم تهران در بهمن ۱۳۹۱ به دعوت رویانیان به تهران آمد، این نخستین باری بود که یک فوتبالیست سرشناس خارجی برای تماشای شهرآورد تهران به ایران می‌آمد)
- تفاهم‌نامه با فدراسیون فوتبال ایتالیا[۴۹]
- تفاهم‌نامه با رئیس کنگره ملی عراق[۵۰]
- سند همکاری با آکادمی ملی المپیک[۵۱]
- قرارداد با وزارت ارتباطات برای در اختیار گرفت باشگاه پیام[۵۲]

### حمایت از استقلال در ورزشگاه آزادی
رویانیان به همراه علی پروین در بهمن ماه ۱۳۹۰ برای حمایت از تیم استقلال ایران که میزبان الاتفاق عربستان بود، به ورزشگاه آزادی رفت. این در حالی بود که تا آن زمان هیچگاه مدیران این دو تیم برای حمایت از تیم رقیب، عملی را انجام نداده بودند.

### کمک مالی به استقلال تهران
محمد رویانیان در جریان بازی‌های استقلال تهران در لیگ قهرمانان آسیا، به این تیم کمک مالی کرد. وی همچنین نقش زیادی در جذب اسپانسر برای باشگاه استقلال در فصل ۹۲–۹۱ ایفا کرد.

### استعفا
از آنجا که وزارت ورزش دولت حسن روحانی به هیچ وجه تمایلی به همکاری با رویانیان نداشت و او نیز از این سیاست باخبر بود، وی در مصاحبه‌ای تند و تیز و بی‌سابقه به وزارت ورزش و شخص وزیر تاخت و مدعی شد که آن‌ها جرئت برکناری‌اش را ندارند. سپس در نامه‌ای احساسی چهارمین استعفای خود را توسط رسانه‌ها انتشار داد. نشر این استعفا اما با عکس‌العمل حاکی از بی‌تفاوتی وزارتخانه روبه‌رو شد.

### فروش منزل شخصی برای پرداخت مطالبات
دایی در ۲۳ تیر ۱۳۹۰ و پس از اختلاف با سرپرست پرسپولیس، به عنوان سرمربی تیم راه‌آهن منصوب شد. علی دایی پس از مدتی توسط محمد رویانیان به عنوان سرمربی تیم فوتبال پرسپولیس تهران انتخاب شد. وی در تاریخ ۹۳/۰۶/۱۹ با تصمیم سیاسی رئیس هیئت مدیره و عدم اطلاع رحیمی، مدیرعامل وقت از سرمربی‌گری پرسپولیس برکنار شد.
در شهریور ۱۳۹۳، محمد رویانیان خبر از فروش منزل شخصی خود برای پرداخت طلب بازیکنان و مربی تیم (علی دایی) داد. رویانیان اظهار کرد که ملک شخصی وی، پیش از شهرآورد هفتاد و هشتم تهران در رهن بانک بوده و در شهریور ۱۳۹۳ نیز تحویل بانک شده است. او ضمن اعلام این خبر، از علی دایی به دلیل عدم تمایل برای دریافت حقوق معوقات خود از درآمد حاصل از این فروش، تشکر ویژه کرد.

## رئیس بازرسی ویژه معاونت بازرسی ستاد کل نیروهای مسلح
پس از استعفای رویانیان از مدیرعاملی باشگاه پرسپولیس، در ۱۴ بهمن ۱۳۹۲، با موافقت سرلشکر سید حسن فیروزآبادی، محمد رویانیان رئیس بازرسی ویژه معاونت بازرسی ستاد کل نیروهای مسلح شد.

## پس از استعفا
محمد رویانیان در اردیبهشت ۱۳۹۳ به دلیل ابهامات وارد بر او در خصوص باشگاه پرسپولیس و بدهی‌های قبلی مدیران سابق این باشگاه مورد سؤال قرار گرفت مدارک هزینه کرد و طلب ۱/۹۰۰/۰۰۰/۰۰۰ میلیون تومانی خود از باشگاه پرسپولیس را به مقامات قضایی و وزارت ورزش ارائه کرد که مورد تأیید علیرضا رحیمی مدیرعامل وقت پرسپولیس قرار گرفت.

## انتخابات
محمد رویانیان در دوازدهمین دوره انتخابات مجلس شورای اسلامی از شهر تهران نامزد شد ولی با کسب ۶۴۲۴۳ رأی توفیقی حاصل نکرد و از ورود به بهارستان بازماند.

### انتخابات ریاست‌جمهوری ۱۴۰۳
وی در روز دوشنبه ۱۴ خرداد ۱۴۰۳ با حضور در وزارت کشور برای انتخابات ریاست‌جمهوری دوره چهاردهم ثبت‌نام کرد ولی در ۱۹ خرداد و پیش از اعلام اسامی توسط شورای نگهبان به نفع نیروهای انقلاب انصراف داد.